# ذيفان الكوليرا
ذيفان الكوليرا (المعروف أيضًا باسم الكوليراجين) (بالإنجليزية: Cholera toxin)‏ هو مركب بروتيني متعدد AB5 تفرزه بكتيريا الضمة الكوليرية. هو مسؤول عن الإسهال المائي الهائل الذي يميز عدوى الكوليرا.

## التاريخ
اكتُشف سم الكوليرا في عام 1959 من قبل عالم الأحياء الدقيقة الهندي سامبهو ناث دي.

## التطبيقات
نظرًا لأن الوحدة الفرعية B تبدو غير سامة نسبيًا، فقد وجد الباحثون عددًا من التطبيقات لها في البيولوجيا الخلوية والجزيئية. يتم استخدامه بشكل روتيني كمتتبع عصبي.